# Iktaba
Iktaba (àrab: إكتابا, Iktābā) és una vila palestina de la governació de Tulkarem, a Cisjordània, 6 kilòmetres al nord de Tulkarem. Segons l'Oficina Central Palestina d'Estadístiques tenia 3.126 habitants el 2006. En 1997 el 33 % de la població d'Iktaba eren refugiats.

## Història

### Època otomana
Iktaba fou incorporada a l'Imperi Otomà en 1517 amb la resta de Palestina, i en 1596 apareix als registres fiscals sota el nom de Staba, com a part de la nàhiya de Qaqun al liwà de Nablus. Tenia una població de 21 llars, totes musulmanes. Els vilatans pagaven un impost fix del 33,3% sobre diversos productes agraris com el blat, l'ordi, els cultius d'estiu, les oliveres, les cabres i els ruscs, a més d'"ingressos ocasionals" i una premsa per a oli d'oliva o raïm; un total de 4,100 akçe.
In 1870 l'explorador francès Victor Guérin va assenyalar que la vila, que va anomenar Astaba, era un «petit vilatge situat en un turó alt. Antigues cisternes testifiquen l'existència aquí d'una localitat antiga: les figueres i les magranes creixen al voltant dels habitatges.»
En 1882 el Survey of Western Palestine del Fons per a l'Exploració de Palestina el va descriure com: «Un lloc al qual un cert effendi de Nablus hi ve a la primavera, una espècie d'Azbeh o lloc de pasturatge en primavera per a cavalls.»

### Època del Mandat Britànic
Segons el cens organitzat en 1922 per les autoritats del Mandat Britànic, Iktaba tenia 121 musulmans. En el cens de Palestina de 1931 la població combinada d'Anabta, Iktaba i Nur ash Shams era de 2.498 habitants; 2,457 musulmans, 34 cristians i 1 drus vivint en 502 cases.
En 1945, la població combinada d'Anabta i Iktaba era de 3.120 habitants; 3.080 musulmans i 40 cristians, amb un total de 15,445 dúnams de terra segons un cens oficial de terra i població. D'aquests, un total de 5,908 dúnams eren plantacions i terra de rec, 5,842 eren usats per cereals, mentre que 84 dúnams eren sòl edificat.

### Després de 1948
Després de la de la Guerra araboisraeliana de 1948, i després dels acords d'Armistici de 1949, Iktaba va restar en mans de Jordània. Després de la Guerra dels Sis Dies el 1967, ha estat sota ocupació israeliana